# Xanthostege
Xanthostege és un gènere d'arnes de la família Crambidae. El gènere va ser creat per Eugene G. Munroe el 1976.

## Taxonomia
- Xanthostege plana Grote, 1883
- Xanthostege roseiterminalis (Barnes & McDunnough, 1914)